# Fowlea
Fowlea is een geslacht van slangen uit de familie toornslangachtigen en de onderfamilie waterslangen (Natricinae).

## Naam en indeling
Er zijn acht soorten, de wetenschappelijke naam van de groep werd voor het eerst voorgesteld door William Theobald in 1868.
De slangen werden eerder aan andere geslachten toegekend, zoals Tropidonotus, Natrix en Amphiesma. Tot 2019 werden alle soorten tot het geslacht Xenochrophis gerekend en in veel literatuur staan ze onder deze verouderde naam bekend. 

## Verspreidingsgebied
De soorten komen voor in delen van Azië en leven in de landen Afghanistan, Pakistan, Sri Lanka, India, Bangladesh, Bhutan, Nepal, Myanmar, Cambodja, Thailand, Laos, Taiwan, Vietnam, Maleisië, Singapore, China en de Andamanen, mogelijk op de Nicobaren.

## Soorten
Het geslacht omvat de volgende soorten, met de auteur en het verspreidingsgebied.
| Naam                    | Auteur            | Verspreidingsgebied |
| ----------------------- | ----------------- | --- |
| Fowlea asperrimus       | Boulenger, 1891   | Sri Lanka |
| Fowlea flavipunctatus   | Hallowell, 1860   | India, Thailand, Myanmar, China, Taiwan, Maleisië, Laos, Cambodja, Vietnam, Bangladesh                                           |
| Fowlea melanzostus      | Gravenhorst, 1807 | Indonesië |
| Fowlea piscator         | Schneider, 1799   | Afghanistan, Pakistan, Sri Lanka, India, Bangladesh, Bhutan, Nepal, Myanmar, Thailand, Laos, Vietnam, Maleisië, Singapore, China |
| Fowlea punctulatus      | Günther, 1858     | Myanmar, Thailand |
| Fowlea sanctijohannis   | Boulenger, 1890   | Pakistan, India, Nepal, Myanmar, Bhutan                                                                                          |
| Fowlea schnurrenbergeri | Kramer, 1977      | Nepal, Pakistan, India |
| Fowlea tytleri          | Blyth, 1863       | Andamanen, mogelijk op de Nicobaren                                                                                              |